# Dübensamlingen
Dübensamlingen är en samling tryckta och handskrivna noter med musik av fler än 300 namngivna och ett antal anonyma kompositörer. Totalt består Dübensamlingen av cirka 2 300 verk i handskrift och minst 150 tryck. Samlingen fungerade som hovkapellmästarfamiljen Dübens notbibliotek. Den byggdes huvudsakligen upp av Gustaf Düben den äldre under hans tid som hovkapellmästare 1663–1690 och donerades till Uppsala universitetsbibliotek av Anders von Düben år 1732. 
Dübensamlingen speglar framförallt musiklivet i städerna kring Östersjön under den svenska stormaktstiden. Den består av en stor mängd vokal- och instrumentalmusik av nordtyska kompositörer, bland andra Dieterich Buxtehude, Heinrich Schütz, Samuel Capricornus,  Christian Geist och Christian Ritter. Av dessa var Geist och Ritter periodvis verksamma i Sverige. Här finns också musik av italienska, franska, engelska och svenska tonsättare, bland andra Vincenzo Albrici, Giacomo Carissimi, Jean-Baptiste Lully, Benjamin Rogers,  Gustav Düben den äldre och Anders von Düben den yngre. 
År 1987 tog Erik Kjellberg, professor i musikvetenskap vid Uppsala universitet, tillsammans med professor Kerala Snyder vid Rochester University initiativ till en databaskatalog, the Düben Collection Database Catalogue, över verken i handskrift i samlingen. År 2003 påbörjades digitalisering av källorna. Bilderna är tillgängliga via databasen på Internet. Öppnandet av databasen skedde vid ett musikvetenskapligt symposium på Museum Gustavianum i Uppsala i september 2006. 

## Lista över musik i samlingen (påbörjad)
| UUB              | Titel                           | Kompositör                   |
| ---------------- | ------------------------------- | ---------------------------- |
| imhs 001:001     | Sinfonia a 6                    | Vincenzo Albrici             |
| imhs 001:002     | Sinfonia a 2                    | Vincenzo Albrici             |
| imhs 001:003     | Sonata a 5                      | Vincenzo Albrici             |
| imhs 001:004     | Sonata a 3                      | Antonio Bertali              |
| imhs 001:005     | Sonata a 2                      | Antonio Bertali              |
| imhs 001:006     | Sonata a 5                      | Antonio Bertali              |
| imhs 001:007     | Sonata a 6                      | Antonio Bertali              |
| imhs 001:008     | Sonata a 6 "1000 Gülden"        | Antonio Bertali              |
| imhs 001:009     | Sonata a 2 Violini              | Giovanni Battista Buonamente |
| imhs 001:010     | Coral                           | William Brade                |
| imhs 001:011     | Suite a 5                       | Heinrich Groh                |
| imhs 001:012     | Sonata a 2                      | Dietrich Buxtehude           |
| imhs 001:013     | Sonata a 8                      | Samuel Capricornus           |
| imhs 002[a]      | Sonata a minor                  | Arcangelo Corelli            |
| imhs 002[a]      | Sonata g minor                  | Arcangelo Corelli            |
| imhs 002[a]      | Sonata G major                  | Arcangelo Corelli            |
| imhs 002[a]      | Sonata F major                  | Arcangelo Corelli            |
| imhs 002[a]      | Sonata D major                  | Arcangelo Corelli            |
| imhs 002[a]      | Sonata C major                  | Arcangelo Corelli            |
| imhs 002[a]      | Sonata b minor                  | Arcangelo Corelli            |
| imhs 002[a]      | Sonata Bb major                 | Arcangelo Corelli            |
| imhs 002[a]      | Sonata E major                  | Arcangelo Corelli            |
| imhs 002[a]      | Sonata A major                  | Arcangelo Corelli            |
| imhs 002[a]      | Sonata c minor                  | Arcangelo Corelli            |
| imhs 002[a]      | Sonata d minor                  | Arcangelo Corelli            |
| imhs 002[b]      | Concerto a minor                | Okänd                        |
| imhs 002[b]      | Concerto C major                | Okänd                        |
| imhs 002[b]      | Concerto F major                | Okänd                        |
| imhs 002[b]      | Concerto F major                | Okänd                        |
| imhs 002[b]      | Concerto Bb major               | Okänd                        |
| imhs 002[b]      | Concerto Bb major               | Okänd                        |
| imhs 002[b]      | Concerto Bb major               | Okänd                        |
| imhs 002[b]      | Concerto C major                | Okänd                        |
| imhs 002[c]      | Sonata D major                  | Okänd                        |
| imhs 002[c]      | Sonata g minor                  | Okänd                        |
| imhs 002[c]      | Sonata e minor                  | Okänd                        |
| imhs 002[c]      | Sonata Bb major                 | Okänd                        |
| imhs 002[c]      | Sonata F major                  | Okänd                        |
| imhs 002[c]      | Sonata A major                  | Okänd                        |
| imhs 003:001     | Sinfonia a 4                    | Gustaf Düben den äldre       |
| imhs 003:002     | Sonata a 4                      | Caspar Jacob Ermisch         |
| imhs 003:003     | Sinfonia                        | Okänd                        |
| imhs 003:004     | Sonata sopra ut re mi fa sol la | Johann Balthasar Erben       |
| imhs 003:006     | Sonata a 3                      | Kaspar Förster               |
| imhs 003:007     | Sonata a 3                      | Kaspar Förster               |
| imhs 003:007a    | Sonata a 3                      | Kaspar Förster               |
| imhs 003:008     | Sonata a 7                      | Kaspar Förster               |
| imhs 003:009a    | Sonata a 3                      | Kaspar Förster               |
| imhs 003:009b    | Sonata a 3                      | Kaspar Förster               |
| imhs 003:010     | Sonata a 3                      | Kaspar Förster               |
| imhs 003:011     | Sonata a 3                      | Kaspar Förster               |
| imhs 003:012     | Suite a 5                       | Johann Wilhelm Furchheim     |
| imhs 003:013     | Sonata a 2                      | Johann Wilhelm Furchheim     |
| imhs 003:014     | Sonatella a 7                   | Werner Fabricius             |
| imhs 003:015     | Sonata a 6                      | Johann Wilhelm Furchheim     |
| imhs 003:016     | Sonata a 5                      | Johann Wilhelm Furchheim     |
| imhs 003:017a-b  | Sonata a 5                      | Johann Wilhelm Furchheim     |
| imhs 004:001     | Sonata a 5                      | Paul Hainlein                |
| imhs 004:002     | Sonata a 8                      | Anton Höffner                |
| imhs 004:003     | Suite                           | George Hudson                |
| imhs 004:003a    | Suite                           | George Hudson                |
| imhs 004:003a:2  | Suite                           | Okänd                        |
| imhs 004:003b    | Suite                           | Okänd                        |
| imhs 004:003b    | Allemand                        | Okänd                        |
| imhs 004:003c    | Suite                           | Okänd                        |
| imhs 004:004     | Suite                           | Sebastian Knüpfer            |
| imhs 004:005     | Sonata a 3                      | Johann Caspar von Kerll      |
| imhs 004:006     | sonata a 6                      | Andreas Kirchhoff            |
| imhs 004:007     | Suite a 4                       | Andreas Kirchhoff            |
| imhs 004:008     | sonata a 4                      | Andreas Kirchhoff            |
| imhs 004:009     | sonata a 4                      | Johann Philipp Krieger       |
| imhs 004:010     | Sarabande                       | Okänd                        |
| imhs 004:010     | Suite a 4                       | Lazzarini                    |
| imhs 004:012     | Sonata a 6                      | Johann Jacob Löwe            |
| imhs 004:013     | Sonata a 4                      | Johann Jacob Löwe            |
| imhs 004:014     | Sonata a 5                      | Johann Jacob Löwe            |
| imhs 005:001     | Sonata a 2                      | Okänd                        |
| imhs 005:002     | Sonata a violino solo           | Johann Erasmus Kindermann    |
| imhs 005:003     | Sonata a violino solo           | Johann Erasmus Kindermann    |
| imhs 005:004     | Sonata a violino solo           | Johann Erasmus Kindermann    |
| imhs 005:005a    | Sonata a 5                      | Alessandro Melani            |
| imhs 005:005b    | Sonata                          | Alessandro Melani            |
| imhs 005:006a    | Sonata a 2                      | Johann Michael Nicolai       |
| imhs 005:006b    | Sonata a 2                      | Johann Michael Nicolai       |
| imhs 005:007     | 12 Arie a 3                     | Johann Michael Nicolai       |
| imhs 005:008     | Sonata a 4                      | Pagh                         |
| imhs 005:009     | Sonata a 5                      | David Pohle                  |
| imhs 005:010     | Sonata a 5                      | David Pohle                  |
| imhs 005:011     | Sonata a 2                      | Prentzl                      |
| imhs 005:012     | Suite i d-moll                  | Jean-Féry Rebel              |
| imhs 005:012     | Suite i G-dur                   | Jean-Féry Rebel              |
| imhs 005:012     | Suite i D-dur                   | Jean-Féry Rebel              |
| imhs 005:013a    | Suite                           | Benjamin Rogers              |
| imhs 005:013b    | Suite                           | Benjamin Rogers              |
| imhs 008:001a    | Suite                           | Giovanni Battista Vitali     |
| imhs 008:001b    | Suite                           | Giovanni Battista Vitali     |
| imhs 008:002.01  | Harmonia a 5                    | Johann Heinrich Schmelzer    |
| imhs 008:002.02  | Sonata a 5                      | Johann Heinrich Schmelzer    |
| imhs 008:002.03  | Sonata a 4                      | Johann Heinrich Schmelzer    |
| imhs 008:003a    | Sonatina                        | Okänd                        |
| imhs 008:003b    | Suite                           | Okänd                        |
| imhs 008:003c    | [Verk]                          | Okänd                        |
| imhs 008:004     | Sonata violino solo             | Johann Heinrich Schmelzer    |
| imhs 008:005     | Sonata a 2                      | Johann Heinrich Schmelzer    |
| imhs 008:006     | Sonata a 2                      | Johann Heinrich Schmelzer    |
| imhs 008:007     | Sonata a 2                      | Johann Heinrich Schmelzer    |
| imhs 008:008     | Sonata a 3                      | Johann Heinrich Schmelzer    |
| imhs 008:009     | Sonata Lanterlÿ                 | Johann Heinrich Schmelzer    |
| imhs 008:010     | Sonata a 5                      | Johann Heinrich Schmelzer    |
| imhs 008:011     | Sonata a 3                      | Johann Heinrich Schmelzer    |
| imhs 008:012     | Sonata a 3                      | Johann Heinrich Schmelzer    |
| imhs 008:013     | Sonata a 2                      | Johann Heinrich Schmelzer    |
| imhs 008:014     | Sonata a 3                      | Johann Heinrich Schmelzer    |
| imhs 008:015     | Suite                           | Johann Heinrich Schmelzer    |
| imhs 008:016     | Sonata a 7                      | Johann Heinrich Schmelzer    |
| imhs 008:017     | Intrada con Treza Viennese      | Johann Heinrich Schmelzer    |
| imhs 008:018     | Sarabanda variata               | Johann Heinrich Schmelzer    |
| imhs 008:019     | Suite                           | Johann Heinrich Schmelzer    |
| imhs 008:020     | Suite                           | Johann Heinrich Schmelzer    |
| imhs 008:021     | Sonata a 4                      | Johann Heinrich Schmelzer    |
| imhs 008:022     | Suite                           | Nathanael Schnittelbach      |
| imhs 008:023     | Suite                           | Nathanael Schnittelbach      |
| imhs 008:024a-b  | Sonata a 2                      | N. Stoss                     |
| imhs 008:025     | Sonata a 3                      | Nicolaus Adam Strungk        |
| imhs 008:026     | Sonata a 6                      | Nicolaus Adam Strungk        |
| imhs 009:001     | Sonata a 4 [Suite]              | Johann Theile                |
| imhs 009:002     | Sonata a 4                      | Johann Theile                |
| imhs 009:003a    | Sonata a 5                      | Clemens Thieme               |
| imhs 009:003b    | Sonata da camera                | Clemens Thieme               |
| imhs 009:003c    | Sonata da camera                | Clemens Thieme               |
| imhs 009:004     | Sonata a 8                      | Clemens Thieme               |
| imhs 009:005     | Suite                           | S. Ulrici                    |
| imhs 009:006     | Sonata a 3                      | Andreas Oswald               |
| imhs 009:007a    | Lamento                         | Pierre Verdier               |
| imhs 009:007b    | Lamento                         | Pierre Verdier               |
| imhs 009:008a[1] | Pavane a 4                      | Verdier                      |
| imhs 009:008a[2] | Pavane a 4                      | Pierre Verdier               |
| imhs 009:008b    | Suite                           | Okänd                        |
| imhs 009:008c    | Pavane a 5                      | Okänd                        |
| imhs 009:008d    | Pavane a 5                      | Okänd                        |
| imhs 009:008e    | Pavane a 4                      | Okänd                        |
| imhs 009:008f    | Schamborn                       | Okänd                        |
| imhs 009:008g[1] | Pavane a 4                      | Benjamin Rogers              |
| imhs 009:008g[2] | Pavane a 4                      | Benjamin Rogers              |
| imhs 009:009     | Sonata a 4                      | Pierre Verdier               |
| imhs 010:001     | Suite                           | Okänd                        |
| imhs 010:002     | Canzona a 3                     | Okänd                        |
| imhs 010:002a    | Canzona a 4                     | Okänd                        |
| imhs 010:002b    | Canzona a 3                     | Okänd                        |
| imhs 010:004     | Fuga                            | Leopold von Plawenn          |
| imhs 010:005     | Lamento                         | Marin Marais                 |
| imhs 010:007     | Ouverture a 6                   | Okänd                        |
| imhs 010:009     | Suit                            | Okänd                        |
| imhs 010:009     | Suite a 4                       | Pierre Verdier               |
| imhs 010:009     | Suite                           | Okänd                        |
| imhs 010:009     | Flore                           | Jean-Baptiste Lully          |
| imhs 010:009     | Le divertissement royal         | Jean-Baptiste Lully          |
| imhs 010:010     | Suite                           | Okänd                        |
| imhs 010:011     | Preludium a 5                   | Okänd                        |
| imhs 010:012     | Suite                           | Okänd                        |
| imhs 010:012a    | Lamento                         | Okänd                        |
| imhs 010:012a    | Lamento                         | Okänd                        |
| imhs 010:013     | Passacaglia                     | Okänd                        |
| imhs 010:014     | Allemand a 4                    | Okänd                        |
| imhs 011:001     | Sonata a 2                      | Okänd                        |
| imhs 011:001     | Sonata a 2                      | Okänd                        |
| imhs 011:002     | Sonata a 2                      | Okänd                        |
| imhs 011:004     | Sonata a 2                      | Okänd                        |
| imhs 011:005     | Sonata a 3                      | Okänd                        |
| imhs 011:006     | Sonata a 2                      | Okänd                        |
| imhs 011:007     | Sonata a 3                      | Okänd                        |
| imhs 011:008     | Sonata a 4                      | Okänd                        |
| imhs 011:008     | Sonatina a 5                    | Okänd                        |
| imhs 011:009     | Sonata a 2                      | Okänd                        |
| imhs 011:010     | Suit                            | Okänd                        |
| imhs 011:010     | Sonata a 2                      | Okänd                        |
| imhs 011:011     | Sonata a 2                      | Okänd                        |
| imhs 011:012     | Sonata a 3                      | Okänd                        |
| imhs 011:014     | Sonata a 4                      | Okänd                        |
| imhs 011:015     | Sonata a 4                      | Okänd                        |
| imhs 011:015     | Sonata a 4                      | Okänd                        |
| imhs 011:016:1   | Suite                           | Okänd                        |
| imhs 011:016:2   | Suite                           | Okänd                        |
| imhs 011:016:3   | Suite                           | Okänd                        |
| imhs 011:017     | Sonata a 6                      | Okänd                        |
| imhs 011:017     | Sonata a 5                      | Okänd                        |
| imhs 011:019     | Sonata a 7                      | Okänd                        |
| imhs 011:019     | fragment                        | Lazzarini                    |
| imhs 011:020     | Sonatina a 5                    | Okänd                        |
| imhs 011:022     | Sonata a 5                      | Okänd                        |
| imhs 011:023     | Suite                           | Okänd                        |
| imhs 011:024a    | Sinfonia a 4                    | Okänd                        |
| imhs 011:024b    | Sinfonia a 3                    | Okänd                        |
| imhs 011:025a    | Sinfonia a 5                    | Okänd                        |
| imhs 011:025     | Sinfonia a 5                    | Okänd                        |
| imhs 011:026a    | Sonata a 5                      | Johann Christoph Pezel       |
| imhs 011:026b    | Sonata                          | Johann Christoph Pezel       |
| imhs 011:026c    | Sonata                          | Okänd                        |
| imhs 011:026d    | Suite                           | Okänd                        |
| imhs 011:027     | Sonatella a 5                   | Okänd                        |
| imhs 012:016     | Suite i g-dur                   | Benedikt Anton Aufschnaiter  |
| imhs 012:016     | Suite i f-dur                   | Benedikt Anton Aufschnaiter  |
| imhs 012:016     | Suite i g-moll                  | Benedikt Anton Aufschnaiter  |
| imhs 012:016     | Suite i a-moll                  | Benedikt Anton Aufschnaiter  |
| imhs 012:016     | Suite i f-dur                   | Benedikt Anton Aufschnaiter  |
| imhs 012:016     | Suite i Bb-dur                  | Benedikt Anton Aufschnaiter  |